# Edgar Wallace Mysteries
Edgar Wallace Mysteries war eine britische B-Movie-Filmserie, die von den Merton Park Studios für die auf Low-Budget-Filme spezialisierte Produktionsfirma Anglo-Amalgamated produziert wurde. Sie entstand in den Jahren zwischen 1960 und 1965 und bestand aus 48 Filmen, die lose auf Romanvorlagen des britischen Schriftstellers Edgar Wallace aufbauten.

## Filme
Die Serie bestand aus folgenden Filmen:
- Urge to Kill (März 1960)
- Clue of the Twisted Candle (September 1960)
- The Malpas Mystery (Oktober 1960)
- Marriage of Convenience (November 1960)
- The Man Who Was Nobody (Dezember 1960)
- Clue of the New Pin (Februar 1961)
- Partners in Crime (Februar 1961)
- The Fourth Square (Juni 1961)
- Man at the Carlton Tower (Juli 1961)
- Clue of the Silver Key (August 1961)
- Attempt to Kill (September 1961)
- Man Detained (Oktober 1961)
- Never Back Losers (Dezember 1961)
- The Sinister Man (Dezember 1961)
- Backfire! (Februar 1962)
- Candidate for Murder (Februar 1962)
- Flat Two (Februar 1962)
- Sterben müssen sie alle (The Share Out) (Februar 1962)
- Number Six (April 1962)
- Auch tote Zeugen reden (Time to Remember) (Juli 1962)
- Schließfach 69 (Locker 69) (September 1962)
- Dein Freund, der Mörder (Playback) (September 1962)
- Solo für Inspektor Sparrow (Solo for Sparrow) (September 1962)
- Der Tod kam schneller als das Geld (Death Trap) (Oktober 1962)
- Wer einmal hinter Gittern saß (The Set-up) (Januar 1963)
- Ein teurer Kuß (The £20,000 Kiss) (Januar 1963)
- Zwischenfall um Mitternacht (Incident at Midnight) (Januar 1963)
- Einer kann gewinnen (On the Run) (Februar 1963)
- Return to Sender (März 1963)
- Bumerang des Todes (Ricochet) (März 1963)
- Die Rechnung geht nicht auf (The Double) (April 1963)
- Schmutzige Konkurrenz (The Rivals) (Mai 1963)
- Sergeant Fraser (To Have and to Hold) (Juli 1963)
- Der Partner (The Partner) (September 1963)
- Accidental Death (November 1963)
- Der große Coup (Five to One) (Dezember 1963)
- Downfall (Januar 1964)
- Denn erstens kommt es anders… (The Verdict) (Februar 1964)
- We Shall See (April 1964)
- Ein gewisser Mr. Maddox (Who Was Maddox?) (Junei 1964)
- Face of a Stranger (September 1964)
- Act of Murder (September 1964)
- Never Mention Murder (November 1964)
- Der Diamantenjob (The Main Chance) (November 1964)
- Game for Three Losers (April 1965)
- Verwechselte Partner (Change Partners) (Juli 1965)
- Strangler's Web (August 1965)
- Die ominöse Truhe (Dead Man's Chest) (Oktober 1965)

in der Komplettveröffentlichung enthaltene weitere Filme der Independent Artists Ltd.:
- Wenn Scotland Yard das wüßte (Breakout) (März 1959)
- The White Trap (August 1959)
- October Moth (September 1960)
- Die sieben Schlüssel (Seven Keys) (Februar 1961)
- House of Mystery (März 1961)
- Der Tod fährt mit (The Man in the Back Seat) (Juni 1961)

## Hintergrund

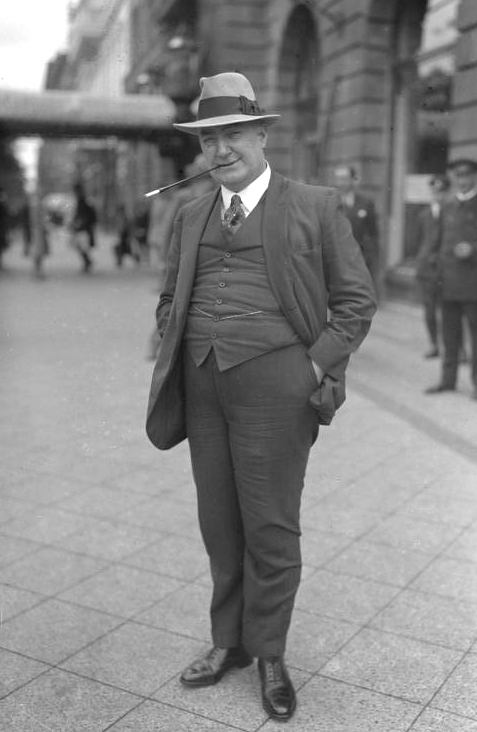
Edgar Wallace in Berlin, 1928

Die Produzenten und Geschäftsführer von Anglo-Amalgamated, Nat Cohen und Stuart Levy, erwarben 1960 die Rechte an allen Büchern und Erzählungen von Edgar Wallace zur Verfilmung. Bei den Filmen handelte es sich um lose Adaptionen der Romane, bei denen nur sehr wenige den Originaltitel verwendeten, und es wurde auch nicht versucht, sie in die Zeit zu versetzen, in der Wallace schrieb. Wahrscheinlich geschah dies, um den Bedarf an aufwendigen Kostümen und Bühnenbildern zu reduzieren und damit Kosten zu sparen. Ein Artikel aus dem Jahr 1962 in der Zeitschrift Scene gab 22.000 britische Pfund als Budget für eine Episode an, die zum Zeitpunkt der Berichterstattung in Produktion war. Die Mehrzahl der Filme wurde als Vorfilm in den ABC-Kinos gezeigt, die das übliche Betätigungsfeld von Anglo-Amalgamated waren, aber zehn von ihnen wurden in den rivalisierenden Rank-Kinos der Odeon- und Gaumont-Ketten gezeigt.
Der größte Teil der Filme der Serie startete mit einer einheitlichen Titelsequenz, in der sich eine schattenhafte Büste von Edgar Wallace langsam vor einem Hintergrund aus wirbelndem Nebel dreht, begleitet von dem Man of Mystery-Titelsong des Komponisten Michael Carr. Das Lied Man of Mystery wurde 1960 von der Band The Shadows aufgenommen und wurde zu einem Nummer-5-Hit im Vereinigten Königreich, eine weitere Version stammt von Chet Atkins aus dem Jahr 1961.
Die unter dem Produzenten Jack Greenwood entstandenen Filme hatten eine jeweilige Länge von etwa 60 Minuten. Es traten verschiedene Stammschauspieler auf, und mit Bernard Ebbinghouse, Ron Goodwin und Francis Chagrin standen auch einige Komponisten der Serie mehrfach zur Seite. Die von der Instrumentalgruppe The Shadows gespielte Titelmusik Man of Mystery gelangte in die Top 5 der Charts in Großbritannien. Ähnlich wie in Deutschland nutzte man auch im Rahmen dieser Reihe Wallaces Namen, um Filme erfolgreich zu vermarkten. Weniger als die Hälfte der Filme basiert tatsächlich auf seinen Stoffen. Für die spätere Fernsehausstrahlung der Reihe wurden weitere Filme hinzugefügt, die noch weniger Bezug zu Wallace hatten. So existieren von einigen Filmen zwei verschiedene Versionen, wobei Wallaces Name in der einen gar nicht genannt wird und die andere einfach mit dem üblichen Vorspann der Filmreihe versehen wurde.
Urge to Kill und The Malpas Mystery der Firma „Independent Artists Ltd.“ von 1960 waren wahrscheinlich nicht Teil der Originalserie der von Merton Park produzierten Filme. Ein weiterer Film, der nicht als Teil der Serie gedreht wurde, aber später immer wieder hinzugezählt wurde, war Crossroads to Crime (1960) von Gerry Anderson.
Einige Filme der Merton Park-Reihe wurden auch in Deutschland gezeigt. Der Rank-Filmverleih brachte vier Programme ins Kino, die aus jeweils zwei Filmen der Reihe bestanden. Weitere zwölf Filme der Reihe liefen zwischen 1969 und 1972 im ZDF. Parallel dazu zeigte das Fernsehen der DDR ebenfalls eine Wallace-Reihe, bestehend u. a. aus Brillanten (Solo for Sparrow), Der Mann im Rücksitz (The Man in the Back Seat), Die ominöse Truhe (Dead Man's Chest) und Verwechselte Partner (Change Partners). Am 25. August 2005 wurde Solo für Inspektor Sparrow (Solo for Sparrow) auf DVD veröffentlicht.
Auch von dem Film Der Tod fährt mit (The Man in the Back Seat) der Independent Artists Ltd. gibt es eine deutsche Fassung, ausgestrahlt am 29. Oktober 1965 in der ARD. Wallace findet hier allerdings keine Erwähnung, da der Film in Großbritannien vermutlich erst dann im Rahmen der Edgar Wallace Mysteries ausgestrahlt wurde, als in Deutschland die ursprüngliche Fassung bereits vorlag.
Im Juli 2012 begann Network DVD mit der Veröffentlichung der kompletten Serie auf 7 DVDs, ungeschnitten und im ursprünglichen Seitenverhältnis. Als Bonusfilme waren ähnliche Produktionen aus dem Zeitraum der Serie enthalten.

## Belege
1. 1 2  BFI Screenonline: Flat Two (1962) (Seite nicht mehr abrufbar, festgestellt im Dezember 2023. Suche in Webarchiven)  Info: Der Link wurde automatisch als defekt markiert. Bitte prüfe den Link gemäß Anleitung und entferne dann diesen Hinweis. auf screenonline.org.uk; abgerufen am 13. April 2020.
2. 1 2  Edgar Wallace Mysteries (1960–65) auf bloodymurder.wordpress.com; abgerufen am 13. April 2020.
3. ↑  Tise Vahimagi.Edgar Wallace at Merton Park auf mysteryfile.com, 16. Februar 2009; abgerufen am 13. April 2020.
4. ↑  Edgar Wallace Mystery Theatre, the (Tales of Edgar Wallace) auf nostalgiacentral.com/; abgerufen am 13. April 2020.
5. ↑  The Stranger / Man Of Mystery in den official single charts UK; abgerufen am 13. April 2020.
6. ↑  The Shadows – The Stranger / Man Of Mystery auf discogs.com; abgerufen am 13. April 2020.
7. ↑  Chet Atkins – Windy And Warm / Man Of Mystery auf discogs.com; abgerufen am 14. April 2020.
8. ↑  The Edgar Wallace Mysteries - Volume 6 auf dvdbeaver.com; abgerufen am 13. April 2020.
9. ↑  =Crossroads to Crime - Anthony Oliver auf dvdbeaver.com; abgerufen am 13. April 2020.
10. ↑  Nachweisbar sind auch eine Ausstrahlung am 15. Februar 1969 und 10. Oktober 1969: Der Beweis und Die Rache (Originaltitel unbekannt); Programm vom Samstag, dem 15. Februar 1969/Programm vom Freitag, den 10. Oktober 1969
11. ↑  Edgar Wallace Mysteries: Volume 7 (Memento des Originals vom 5. März 2021 im Internet Archive)  Info: Der Archivlink wurde automatisch eingesetzt und noch nicht geprüft. Bitte prüfe Original- und Archivlink gemäß Anleitung und entferne dann diesen Hinweis. auf networkonair.com; abgerufen am 13. April 2020.